# جنگ برای سیاره میمون‌ها
جنگ برای سیاره میمون‌ها (انگلیسی: War for the Planet of the Apes) فیلمی آمریکایی در ژانر علمی–تخیلی به کارگردانی مت ریوز و نویسندگی مارک بامبک و ریوز است که در سال ۲۰۱۷ منتشر شد. اندی سرکیس، وودی هرلسون، توبی کبل، جودی گریر و استیو زان از بازیگران این فیلم می‌باشند. این فیلم دنباله فیلم‌‌های ظهور سیاره میمون‌ها (۲۰۱۱) و طلوع سیاره میمون‌ها (۲۰۱۴) می‌باشد، و سومین قسمت از مجموعه سیاره میمون‌ها سری بازراه‌اندازی به‌شمار می‌رود.دنباله این فیلم پادشاهی سیاره میمون‌ها (۲۰۲۴) نام دارد.

## داستان
داستان فیلم ۲ سال پس از قسمت قبل، یعنی دو سال پس از نابودی کوبا و تماس انسان‌ها با پایگاه نظامی و درخواست نیرو است. در این دو سال گروه نظامی هنوز نتوانسته سزار که میمون‌ها را رهبری می‌کند را دستگیر کند و همه میمون‌ها را از بین ببرد. و فرمانده گروه نظامی عقده جنگ با دیگر انسان‌ها را به خود می‌گیرد، و در این حین موفق می‌شود که همسر و پسر بزرگ سزار را بکشد و همه میمون‌ها را به اسارت بگیرد. از طرفی ویروس آنفولانزای میمونی، جهش یافته و قدرت تکلم برخی از انسان‌ها را می‌گیرد. (در طول فیلم بنظر می‌رسد که هدف ویروس در تغییر ویژگی انسان‌هاست بطوری که خصوصیات انسان‌ها را همانند حیوانات می‌کند)سزار با چند همراه عازم سفر می‌شود تا انتقام همسر و پسرش را از فرمانده بگیرد و میمون‌های اسیر را آزاد کند.

## ساخت
فیلمبرداری این فیلم در اکتبر ۲۰۱۵ در ونکوور کانادا آغاز شد و در مارس ۲۰۱۶ به پایان رسید. مراسم فرش قرمز و افتتاحیهٔ فیلم در ۱۰ ژوئیه ۲۰۱۷ در نیویورک برگزار شد. جنگ برای سیاره میمون‌ها در ۱۴ ژوئیه ۲۰۱۷ در ایالات متحده اکران گردید. فیلم به صورت جهانی بیش از ۴۹۰ میلیون دلار فروش در گیشه داشت و از منتقدان نقدهای عموماً مثبتی دریافت کرد.